# Falcon 1
Falcon 1 là một thiết bị phóng sử dụng một lần được SpaceX phát triển và sản xuất từ 2006 đến 2009. Vào ngày 28 tháng 9 năm 2008, Falcon 1 trở thành tên lửa nhiên liệu lỏng đầu tiên do tư nhân phát triển bay vào quỹ đạo quanh Trái đất.:203
Là tên lửa hai tầng tới quỹ đạo sử dụng LOX/RP-1 cho cả hai tầng, tầng thứ nhất được trang bị một động cơ Merlin và tầng thứ hai là một động cơ Kestrel. Falcon 1 được SpaceX thiết kế hoàn toàn từ đầu.
Tên lửa đã được phóng tổng cộng năm lần. Falcon 1 đã lên quỹ đạo trong lần thử thứ tư vào tháng 9 năm 2008 với một trình giả lập hàng loạt như một trọng tải. Ngày 14 tháng 7 năm 2009, Falcon 1 đã đưa thành công vệ tinh RazakSAT của Malaysia lên quỹ đạo trong lần phóng thương mại đầu tiên của SpaceX. Đây cũng là lần phóng thứ 5 và cũng là lần phóng cuối cùng của Falcon 1. Sau đó nó đã được thay thế bởi Falcon 9.
SpaceX đã công bố một biến thể cải tiến là Falcon 1e, tuy nhiên việc phát triển đã bị dừng lại để tập trung vào Falcon 9.

## Lịch sử

### Sản phẩm tư nhân
Falcon 1 được phát triển với nguồn vốn tư nhân. Các phương tiện phóng quỹ đạo khác duy nhất được các công ty tư nhân phát triển là Conestoga vào năm 1982 và Pegasus, lần đầu tiên ra mắt vào năm 1990.
Tổng chi phí phát triển của Falcon 1 là khoảng 90 million đô la Mỹ.
Mặc dù Falcon 1 do công ty tư nhân phát triển, hai lần phóng Falcon 1 đầu tiên đã được Bộ Quốc phòng Hoa Kỳ mua theo chương trình đánh giá các phương tiện phóng mới của DARPA.

### Những lần phóng được lên kế hoạch, nhưng không được hiện thực hóa
Trong hợp đồng trị giá 15 triệu đô la Mỹ, Falcon 1 được chỉ định để đưa vệ tinh TacSat-1 lên quỹ đạo vào năm 2005. Đến cuối tháng 5 năm 2005, SpaceX tuyên bố rằng Falcon 1 đã sẵn sàng từ căn cứ không quân Vandenberg. Nhưng Không quân Hoa Kỳ không muốn việc sử dụng một tên lửa chưa được thử nghiệm được tiến hành cho đến khi chuyến bay cuối cùng của Titan IV. Sự chậm trễ sau đó và lặp đi lặp lại do sự cố phóng Falcon 1 đã làm trì hoãn việc phóng của TacSat-1. Sau khi TacSat-2 được đưa lên bởi tên lửa Minotaur I vào ngày 16 tháng 12 năm 2006, Bộ Quốc phòng đã đánh giá lại nhu cầu khởi động TacSat-1. Vào tháng 8 năm 2007, Bộ Quốc phòng Hoa Kỳ đã hủy bỏ kế hoạch ra mắt TacSat-1 vì tất cả các mục tiêu của TacSat đã được đáp ứng.

## Thiết kế

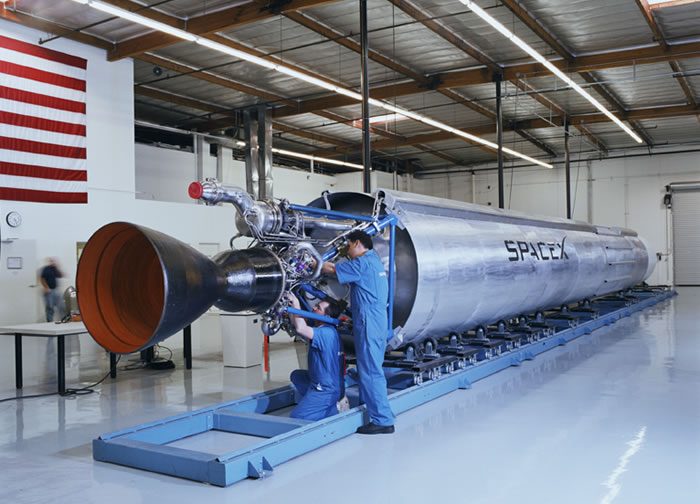
Tầng thứ nhất của Falcon 1 với động cơ Merlin.

Theo SpaceX, Falcon 1 được thiết kế để giảm giá thành cho mỗi lần phóng cho các vệ tinh có quỹ đạo Trái đất thấp, tăng độ tin cậy và tối ưu hóa môi trường bay và thời gian phóng. Nó cũng được sử dụng để thử các thành phần và thiết kế sẽ được sử dụng lại trong Falcon 9.

### Tầng thứ nhất
Tầng đầu tiên được chế tạo từ hợp kim nhôm 2219 ma sát khuấy. Tầng này sử dụng một vách ngăn chung giữa bồn nhiên liệu LOX và RP-1, cũng như ổn định áp suất bay. Nó có thể được vận chuyển một cách an toàn mà không cần điều áp (như thiết kế của Delta II) nhưng có thêm sức mạnh khi được điều áp cho việc phóng (như Atlas II, không thể vận chuyển mà không có điều áp). Hệ thống dù được cung cấp bởi công ty Irvin Parachute, sử dụng dù tốc độ cao.
Trong 2 lần phóng đầu tiên, Falcon 1 sử dụng động cơ Merlin 1A. Một phiên bản cải tiến của Merlin 1A là Merlin 1B được lên kế hoạch sử dụng trên các lần phóng sau của Falcon 1, tuy nó đã được tiếp tục cải tiến thành Merlin 1C, lần đầu tiên bay trên chuyến bay thứ ba của Falcon 1 và trên 5 chuyến bay đầu tiên của Falcon 9. Tầng thứ nhất của Falcon 1 được đẩy bằng động cơ Merlin 1C sử dụng nhiên liệu RP-1 và oxy lỏng cung cấp lực đẩy 410 kN ở mực nước biển. Tầng thứ nhất cần 169 giây để đốt hết nhiên liệu.

### Tầng thứ hai
Bồn nhiên liệu của tầng thứ hai được chế tạo bằng hợp kim nhôm 2014, với kế hoạch chuyển sang hợp kim nhôm-lithium trên Falcon 1e. Hệ thống điều áp khí heli bơm nhiên liệu vào động cơ, cung cấp khí điều áp được làm nóng cho các bộ điều hướng độ cao và được sử dụng cho môi trường không trọng lực trước khi khởi động lại động cơ. Động cơ Kestrel bao gồm một bộ trao đổi nhiệt titan để truyền nhiệt thải đến helium, do đó tăng đáng kể khả năng của nó. Các bồn áp lực là các bình chịu áp lực tổng hợp được chế tạo bởi tập đoàn Arde với hợp kim inconel và giống như các bồn được sử dụng cho tênl lửa Delta IV.
Tầng thứ hai được trang bị động cơ Kestrel bơm bằng áp lực có sức đẩy chân không là 31 kilônewtơn (7.000 lbf) và xung lực chân không cụ thể là 330 s.

### Tái sử dụng
Tầng thứ nhất ban đầu được lên kế hoạch để tái sử dụng bằng cách bung dù xuống một vùng nước và được thu hồi, nhưng khả năng này không bao giờ được thử nghiệm. Tầng thứ hai không được thiết kế để có thể tái sử dụng.

### Quy trình phóng
Khi phóng, động cơ tầng thứ nhất (Merlin) được khởi động và hoạt động tối đa trong khi trình khởi động bị hạn chế và tất cả các hệ thống được kiểm tra bởi máy tính. Nếu hệ thống đang hoạt động chính xác, tên lửa sẽ được thả và rời khỏi tháp phóng trong khoảng 7 giây. Tầng đầu tiên hoạt động trong khoảng 2 phút 49 giây. Việc tách tầng thứ nhất được thực hiện bằng bu lông nổ và hệ thống đẩy được điều khiển bằng khí nén. Động cơ Kestrel ở tầng thứ hai hoạt động trong khoảng sáu phút, đưa tải đến quỹ đạo Trái đất thấp. Nó có khả năng khởi động lại nhiều lần.

## Chi phí
SpaceX báo giá phóng của Falcon 1 giống nhau đến tất cả khách hàng. Năm 2005 Falcon 1 được quảng cáo là có giá 5,9 triệu đô la (7,3 triệu đô la khi được điều chỉnh theo lạm phát năm 2015). Năm 2006 cho đến năm 2007, giá phóng của tên lửa khi hoạt động là 6,7 triệu đô la. Vào cuối năm 2009, SpaceX đã công bố giá mới cho Falcon 1 và 1e ở mức 7 triệu và 8,5 triệu đô la, với các khoản giảm giá nhỏ dành cho các hợp đồng phóng nhiều lần, và năm 2012 đã thông báo rằng các thiết bị ban đầu được chọn phóng bằng Falcon 1 và 1e sẽ được phóng như tải thứ cấp trên Falcon 9.
Falcon 1 ban đầu được lên kế hoạch phóng khoảng 600 kilôgam (1.300 lb) đến quỹ đạo Trái đất thấp với giá 6 triệu đô la Mỹ nhưng sau đó đã tải trọng đã giảm xuống khoảng 420 kilôgam (930 lb) khi giá tăng lên khoảng 9 triệu đô la. Phiên bản cuối cùng của Falcon 1, Falcon 1e, được dự kiến có tải trọng khoảng 1.000 kilôgam (2.200 lb) với giá 11 triệu USD.

## Địa điểm phóng
Tất cả các chuyến bay đã được phóng từ Kwajalein Atoll ở các cơ sở của SpaceX trên đảo Omelek và các cơ sở của Bãi thử Reagan.
Tổ hợp không gian căn cứ không quân Vandenberg 3W là địa điểm dự kiến phóng cho Falcon 1, nhưng đã không thể sử dụng được xung đột về lịch phóng với các bệ phóng gần đó. Tổ hợp không gian căn cữ không quân Mũi Canaveral 40 (bệ Falcon 9) đã được xem xét cho các lần phóng Falcon 1 nhưng chưa bao giờ sử dụng cho đến khi Falcon 1 dừng hoạt động.

## Biến thể
| Các phiên bản Falcon 1                  | Merlin A; 2006-2007 | Merlin C; 2007-2009    | Falcon 1e (đề xuất)       |
| --------------------------------------- | ------------------- | ---------------------- | ------------------------- |
| Tầng 1                                  | 1 × Merlin 1A       | 1 × Merlin 1C          | 1 × Merlin 1C             |
| Giai đoạn 2                             | 1 × Kestrel         | 1 × Kestrel            | 1 × Kestrel               |
| Chiều cao (tối đa; m)                   | 21.3                | 22,25                  | 26,83                     |
| Đường kính (m)                          | 1.7                 | 1.7                    | 1.7                       |
| Lực đẩy ban đầu (kN)                    | 318                 | 343                    | 454                       |
| Khối lượng cất cánh (tấn)               | 27.2                | 33,23                  | 38,56                     |
| Đường kính fairing (Nội tâm; m)         | 1,5                 | 1,5                    | 1,71                      |
| Tải (LEO 185 km; kg)                    | 420                 | 470 (290 đến điểm cực) | 1.010 (430 đến điểm cực)  |
| Tải (GTO; kg)                           | -                   | -                      | -                         |
| Giá bán (triệu USD)                     | 6,7                 | 7                      | 10.9                      |
| Giá/kg tối thiểu (LEO 185 km; USD)      | ~ 14.000            | ~ 14.000               | ~ 8400 (~ 20.000 đến cực) |
| Tỷ lệ thành công (thành công / tổng số) | 0/2                 | 2/3                    | -                         |

## Lịch sử phóng
| Lần phóng | Ngày / giờ (UTC) | Nơi phóng     | Hàng hóa                                | Khối lượng tải | Quỹ đạo       | Khách hàng             | Kết quả    | Video       |
| --------- | --- | ------------- | --------------------------------------- | -------------- | ------------- | ---------------------- | ---------- | ----------- |
| 1         | ngày 24 tháng 3 năm 2006, 22:30 | Đảo Omelek    | FalconSAT-2 (Hạ cánh tại Đảo Omelek)    | 19.5 kg        | LEO (dự kiến) | DARPA                  | Thất bại   | [ video 1 ] |
| 1         | Lỗi động cơ ở T+33 giây. |               |                                         |                |               |                        |            |             |
| 2         | 21 tháng 3 năm 2007, 01:10 | Omelek Island | DemoSat                                 |                | LEO (dự kiến) | DARPA                  | Thất bại   | [ video 2 ] |
| 2         | Tầng thứ nhất hoạt động thành công và chuyển sang tầng thứ hai, độ cao tối đa 289 km. Dao động điều hòa ở phút T+5. Tắt động cơ sớm ở T+7 phút 30 giây. Không lên tới quỹ đạo. |               |                                         |                |               |                        |            |             |
| 3         | 3 tháng 8 năm 2008, 03:34 | Omelek Island | Trailblazer PRESat NanoSail-D Explorers | 4 kg           | LEO (dự kiến) | ORS NASA NASA Celestis | Thất bại   | [ video 3 ] |
| 3         | Lực đẩy dư của tầng 1 dẫn đến va chạm giữa tầng 1 và tầng 2. |               |                                         |                |               |                        |            |             |
| 4         | 28 tháng 9 năm 2008, 23:15 | Omelek Island | RatSat                                  | 165 kg         | LEO           | SpaceX                 | Thành công | [ video 4 ] |
| 4         | Dự kiến ban đầu vào 23-25, tháng 9, mang theo tải trọng tượng trưng, 165 kg (dự định ban đầu là RazakSAT).                                                                     |               |                                         |                |               |                        |            |             |
| 5         | 14 tháng 7 năm 2009, 03:35 | Omelek Island | RazakSAT                                | 180 kg         | LEO           | ATSB                   | Thành công | [ video 5 ] |
| 5         | Vệ tinh của Malaysia là vụ phóng thương mại thành công đầu tiên và duy nhất của Falcon 1.                                                                                      |               |                                         |                |               |                        |            |             |

### Chuyến bay bị hủy
| Ngày                                           | Khối hàng                         | Khách hàng                | Kết quả               |
| ---------------------------------------------- | --------------------------------- | ------------------------- | --------------------- |
| 2010                                           | Chuyến bay đầu tiên của Falcon 1e | SpaceX                    | Hủy                   |
| Là chuyến bay đầu tiên của phiên bản Falcon 1e |                                   |                           |                       |
| 2010                                           | Không rõ                          | MDA Corp                  | Hủy                   |
|                                                |                                   |                           |                       |
| 2010                                           | Không rõ                          | Tập đoàn vũ trụ Thụy Điển | Hủy                   |
|                                                |                                   |                           |                       |
| 2011                                           | Không rõ                          | SpaceDev                  | Hủy                   |
|                                                |                                   |                           |                       |
| 2011-2014                                      | OG2                               | Orbcomm                   | Thành công - Falcon 9 |
| 18 vệ tinh, chuyển sang phóng bằng Falcon 9.   |                                   |                           |                       |
| 2013                                           | FORMOSAT-5                        | NSPO                      | Thành công - Falcon 9 |
| Chuyển sang phóng bằng Falcon 9.               |                                   |                           |                       |
| 2014-201                                       | Các vệ tinh nhỏ                   | Astrium                   | Hủy                   |
| Phương tiện phóng là Falcon 1e.                |                                   |                           |                       |